# Liste der Baudenkmäler in Gotteszell
Auf dieser Seite sind die Baudenkmäler in der niederbayerischen Gemeinde Gotteszell zusammengestellt. Diese Tabelle ist eine Teilliste der Liste der Baudenkmäler in Bayern. Grundlage ist die Bayerische Denkmalliste, die auf Basis des Bayerischen Denkmalschutzgesetzes vom 1. Oktober 1973 erstmals erstellt wurde und seither durch das Bayerische Landesamt für Denkmalpflege geführt wird. Die folgenden Angaben ersetzen nicht die rechtsverbindliche Auskunft der Denkmalschutzbehörde.
 Die Liste gibt den Fortschreibungsstand vom 4. Juni 2019 wieder und umfasst dreizehn Baudenkmäler.

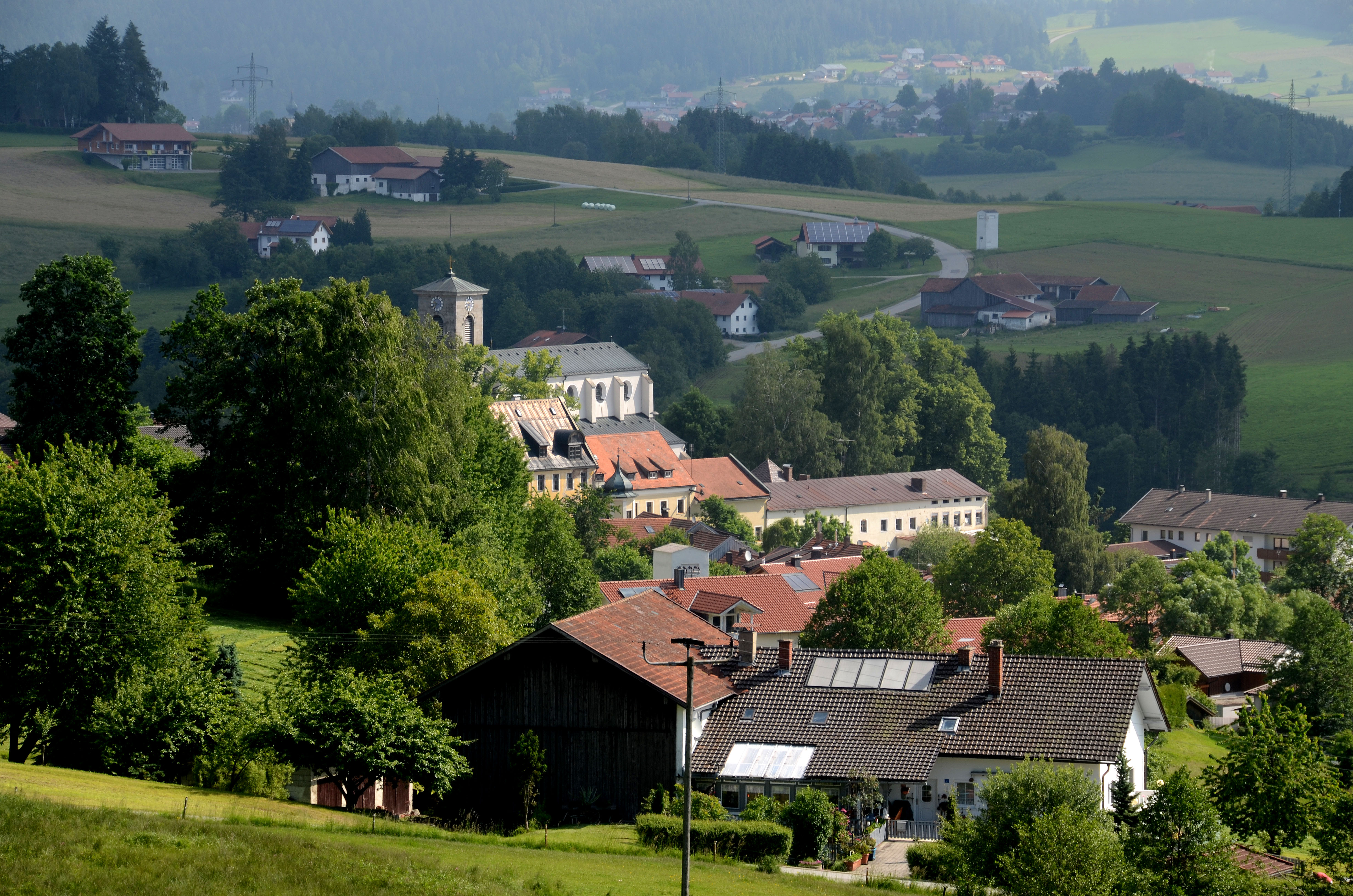
Blick auf Gotteszell

## Baudenkmäler nach Ortsteilen

### Gotteszell
| Lage                                            | Objekt | Beschreibung | Akten-Nr.                       | Bild           |
| ----------------------------------------------- | --- | --- | ------------------------------- | -------------- |
| Achslacher Straße 5 (Standort)                  | Felsenbierkeller | Ehemaliger Sommerkeller des Klosterbräuhauses, zweigeschossiger Steildachbau, Keller mit Tonnengewölbe, Bruchstein, 17. Jahrhundert.                                         | D-2-76-123-6 Wikidata           | BW             |
| Achslacher Straße 3 (Standort)                  | Östlich anschließende Böschungsmauer                                                                                    | Bruchstein, 17./18. Jahrhundert. | D-2-76-123-6 Wikidata           | BW             |
| Am Kirchplatz 1–5; Klosterring 39/41 (Standort) | Ehemalige Zisterzienserabtei mit Abteikirche und zwei verbliebenen Flügeln der ursprünglich geschlossenen Klosteranlage | Gegründet 1285, seit 1320 Abtei, nach Zerstörung im Dreißigjährigen Krieg Wiederaufbau Kloster und Kirche 1641–60.                                                           | D-2-76-123-1 Wikidata           | weitere Bilder |
| Am Kirchplatz 1 (Standort)                      | Ehemalige Abteikirche, jetzt katholische Pfarrkirche St. Anna                                                           | Dreischiffige Pfeilerbasilika mit drei Apsiden, im Kern frühgotisch nach 1339, im 17. und 18. Jahrhundert barockisiert, Westturm, spätklassizistisch, 1830; mit Ausstattung. | D-2-76-123-1 zugehörig Wikidata | weitere Bilder |
| Am Kirchplatz 2/Klosterring 41 (Standort)       | Ehemaliger Südflügel des Stiftsgebäudes, später teilweise Schulhaus                                                     | Zwei- und dreigeschossige Sattel- und Flachsatteldachbauten, nach Südwesten polygonaler Erkerturm mit Zwiebelhaube, gestelzt auf Säulenarkaden, 17./frühes 18. Jahrhundert.  | D-2-76-123-1 zugehörig Wikidata | BW             |
| Klosterring 39 (Standort)                       | Torhaus Südflügel | Dreigeschossiger Steildachbau, nach Osten rundbogige Tordurchfahrt, 17./18. Jahrhundert.                                                                                     | D-2-76-123-1 zugehörig Wikidata | BW             |
| Am Kirchplatz 3–5 (Standort)                    | Ehemaliger Westflügel, heute Wohn- und Geschäftshäuser                                                                  | Zwei- und dreigeschossige Flachsatteldachbauten, 17./18. Jahrhundert, seit 19. Jahrhundert verändert.                                                                        | D-2-76-123-1 zugehörig Wikidata | BW             |
| Am Kirchplatz 5 (Standort)                      | Tordurchfahrt Westflügel                                                                                                | Rundbogige Durchfahrt in zweigeschossigem Baukörper, 17./18. Jahrhundert. | D-2-76-123-1 zugehörig Wikidata | BW             |
| Am Kirchplatz 1 (Standort)                      | Friedhofsmauer | Bruchstein, 17.–19. Jahrhundert. | D-2-76-123-1 zugehörig Wikidata | BW             |
| Am Kirchplatz (Standort)                        | Kriegerdenkmal für die Gefallenen beider Weltkriege                                                                     | Stele mit Kugelbekrönung und Inschriften, 1920er Jahre, später mit Gefallenen des Zweiten Weltkriegs ergänzt.                                                                | D-2-76-123-1 zugehörig Wikidata | BW             |
| Bräugasse 4 (Standort)                          | Südtor des ehemaligen Kloster-Wirtschaftshofes an der Südwestecke                                                       | Zweigeschossiger Torbau mit Satteldach, korbbogige Durchfahrt, nach Westen anschließend Wohnhaus, 17./18. Jahrhundert.                                                       | D-2-76-123-5 Wikidata           | BW             |
| Klosterring 5/7 (Standort)                      | Ehemalige Klosterschänke                                                                                                | Breitgelagerter zweigeschossiger Flachsatteldachbau, im Kern 17. Jahrhundert.                                                                                                | D-2-76-123-2 Wikidata           | BW             |
| Klosterring 15 (Standort)                       | Wohnhaus | Teilstück des ehemaligen Kloster-Wirtschaftshofes, traufständiger zweigeschossiger Satteldachbau, im Kern 17./18. Jahrhundert.                                               | D-2-76-123-4 Wikidata           | BW             |
| Schulstraße 2 (Standort)                        | Gasthaus | Zweigeschossiges Eckhaus mit Walmdach und Aufzugsgaube, im Kern 17./18. Jahrhundert, an der Südostecke des ehemaligen Kloster-Wirtschaftshofes.                              | D-2-76-123-7 Wikidata           | BW             |
| Schulstraße 2 (Standort)                        | Saalbau mit ehemaligem Kuhstall im Erdgeschoss                                                                          | Steildachbau mit Putzgliederungen und Bruchsteinsockel, im Kern 18. Jahrhundert.                                                                                             | D-2-76-123-7 zugehörig Wikidata | BW             |
| Schulstraße 2 (Standort)                        | Brauereigebäude nördlich des Gasthofs                                                                                   | Zweieinhalbgeschossiger Satteldachbau mit Quergiebel, um 1890. | D-2-76-123-7 zugehörig Wikidata | BW             |

### Gießhübl
| Lage                  | Objekt                                    | Beschreibung | Akten-Nr.              | Bild |
| --------------------- | ----------------------------------------- | --- | ---------------------- | ---- |
| Gießhübl 1 (Standort) | Kruzifix                                  | Holz, farbig gefasst, 18./19. Jahrhundert; am Gasthaus.                                                           | D-2-76-123-11 Wikidata | BW   |
| Gießhübl 5 (Standort) | Wohnstallhaus eines ehemaligen Hakenhofes | Eineinhalbgeschossiger Flachsatteldachbau mit Giebelschrot, oberer Teil Blockbau, erstes Drittel 19. Jahrhundert. | D-2-76-123-12 Wikidata | BW   |

### Kalvarienberg
| Lage                                                                                          | Objekt              | Beschreibung | Akten-Nr.                       | Bild           |
| --------------------------------------------------------------------------------------------- | ------------------- | --- | ------------------------------- | -------------- |
| Kalvarienberg 1–2; Nähe Dorfstraße; Kalvarienberg; Nähe Gotteszell; Apothekerweg 2 (Standort) | Kalvarienberganlage | Kreuzweg mit vierzehn Stationen, 1733 angelegt, erneuert 1897. | D-2-76-123-9 Wikidata           | weitere Bilder |
| Kalvarienberg 1 (Standort)                                                                    | Kalvarienberggruppe | Drei Kreuze mit Figuren, Christus und Schächer, Kreuze Granit, mittleres bezeichnet mit „1776“, Figuren aus Holz, farbig gefasst, 1900.                              | D-2-76-123-9 zugehörig Wikidata | weitere Bilder |
| Nähe Dorfstraße; Apothekerweg 2; Kalvarienberg; Nähe Gotteszell; Kalvarienberg 1 (Standort)   | Stationsweg         | Vierzehn Kapellenbildstöcke, halbrund geschlossen, mit segmentbogiger Bildnische; mit Ausstattung.                                                                   | D-2-76-123-9 zugehörig Wikidata | weitere Bilder |
| Kalvarienberg 1 (Standort)                                                                    | Treppenanlage       | Scherenförmige Stiege, zum Teil mit Granitplatten belegt. | D-2-76-123-9 zugehörig Wikidata | weitere Bilder |
| Kalvarienberg 1 (Standort)                                                                    | Heilige Stiege      | Hangbau mit einhüftigem Satteldach, Polygonalmauerwerk mit Ziegelergänzungen, 1910.                                                                                  | D-2-76-123-9 zugehörig Wikidata | BW             |
| Kalvarienberg 1 (Standort)                                                                    | Ölberg              | Gewölbter Nischenbau, an Scheitelpunkt eingemauert Relief Schweißtuch der Veronika aus der frühgotischen Klosterkirche, 18./frühes 19. Jahrhundert; mit Ausstattung. | D-2-76-123-9 zugehörig Wikidata | BW             |
| Kalvarienberg 1 (Standort)                                                                    | Bergkapelle         | Satteldachbau mit eingezogenem, halbrund geschlossenem Chor, Bruchstein, 1900, Dachreiter später; mit Ausstattung, Lourdesgrotte in der Apsis.                       | D-2-76-123-9 zugehörig Wikidata | weitere Bilder |
| Apothekerweg 2 (Standort)                                                                     | Totenbrett          | Zum Gedenken an W. Mock, den Wiedererbauer der Anlage, 1912. | D-2-76-123-9 zugehörig Wikidata | BW             |

### Tafertsried
| Lage                                               | Objekt        | Beschreibung | Akten-Nr.              | Bild |
| -------------------------------------------------- | ------------- | --- | ---------------------- | ---- |
| Gemeindbuckel; Hochweg im Gemeindbuckel (Standort) | Feldkapelle   | Kleiner Flachsatteldachbau, halbrund geschlossen, zweite Hälfte 19. Jahrhundert.                                        | D-2-76-123-17 Wikidata | BW   |
| Tafertsried 4 (Standort)                           | Waldlerhaus   | Eineinhalbgeschossiger Flachsatteldachbau mit Giebelschrot, Blockbau, zweite Hälfte 18. Jahrhundert.                    | D-2-76-123-16 Wikidata | BW   |
| Tafertsried 6 (Standort)                           | Wohnstallhaus | Zweieinhalbgeschossiger Flachsatteldachbau, Obergeschoss Blockbau, im Kern erstes Viertel 19. Jahrhundert, Dach später. | D-2-76-123-14 Wikidata | BW   |

### Weihmannsried
| Lage                 | Objekt        | Beschreibung                                                                                    | Akten-Nr.              | Bild |
| -------------------- | ------------- | ----------------------------------------------------------------------------------------------- | ---------------------- | ---- |
| Stadtfeld (Standort) | Bauernkapelle | Langgestreckter Satteldachbau mit Vorhalle, halbrund geschlossen, erste Hälfte 19. Jahrhundert. | D-2-76-123-18 Wikidata | BW   |

## Ehemalige Baudenkmäler
In diesem Abschnitt sind Objekte aufgeführt, die früher einmal in der Denkmalliste eingetragen waren, jetzt aber nicht mehr. Objekte, die in anderem Zusammenhang also z. B. als Teil eines Baudenkmals weiter eingetragen sind, sollen hier nicht aufgeführt werden. Aktennummern in diesem Abschnitt sind ehemalige, jetzt nicht mehr gültige Aktennummern.

| Lage                      | Objekt              | Beschreibung                                  | Akten-Nr.              | Bild |
| ------------------------- | ------------------- | --------------------------------------------- | ---------------------- | ---- |
| Tafertsried 30 (Standort) | Kleines Waldlerhaus | Mit Blockbau-Oberteil, Mitte 19. Jahrhundert. | D-2-76-123-15 Wikidata | BW   |